# Slalom géant aux Jeux olympiques
Le slalom géant a fait son apparition aux Jeux olympiques lors de l’édition de 1952 à Oslo en Norvège. C'est le Norvégien Stein Eriksen qui en a ouvert le palmarès chez les hommes et l'Américaine Andrea Mead-Lawrence chez les femmes.

## Palmarès

### Hommes
| Édition | Or                          | Argent                       | Bronze                       |
| ------- | --------------------------- | ---------------------------- | ---------------------------- |
| 1952    | Stein Eriksen Norvège       | Christian Pravda Autriche    | Toni Spiss Autriche          |
| 1956    | Anton Sailer Autriche       | Andreas Molterer Autriche    | Walter Schuster Autriche     |
| 1960    | Roger Staub Suisse          | Josef Stiegler Autriche      | Ernst Hinterseer Autriche    |
| 1964    | François Bonlieu France     | Karl Schranz Autriche        | Josef Stiegler Autriche      |
| 1968    | Jean-Claude Killy France    | Willy Favre Suisse           | Heinrich Messner Autriche    |
| 1972    | Gustavo Thöni Italie        | Edmund Bruggmann Suisse      | Werner Mattle Suisse         |
| 1976    | Heini Hemmi Suisse          | Ernst Good Suisse            | Ingemar Stenmark Suède       |
| 1980    | Ingemar Stenmark Suède      | Andreas Wenzel Liechtenstein | Hans Enn Autriche            |
| 1984    | Max Julen Suisse            | Jure Franko Yougoslavie      | Andreas Wenzel Liechtenstein |
| 1988    | Alberto Tomba Italie        | Hubert Strolz Autriche       | Pirmin Zurbriggen Suisse     |
| 1992    | Alberto Tomba Italie        | Marc Girardelli Luxembourg   | Kjetil Andre Aamodt Norvège  |
| 1994    | Markus Wasmeier Allemagne   | Urs Kälin Suisse             | Christian Mayer Autriche     |
| 1998    | Hermann Maier Autriche      | Stephan Eberharter Autriche  | Michael von Grünigen Suisse  |
| 2002    | Stephan Eberharter Autriche | Bode Miller États-Unis       | Lasse Kjus Norvège           |
| 2006    | Benjamin Raich Autriche     | Joël Chenal France           | Hermann Maier Autriche       |
| 2010    | Carlo Janka Suisse          | Kjetil Jansrud Norvège       | Aksel Lund Svindal Norvège   |
| 2014    | Ted Ligety États-Unis       | Steve Missillier France      | Alexis Pinturault France     |
| 2018    | Marcel Hirscher Autriche    | Henrik Kristoffersen Norvège | Alexis Pinturault France     |
| 2022    | Marco Odermatt Suisse       | Žan Kranjec Slovénie         | Mathieu Faivre France        |

### Femmes
| Édition | Or                              | Argent                                             | Bronze                        |
| ------- | ------------------------------- | -------------------------------------------------- | ----------------------------- |
| 1952    | Andrea Mead-Lawrence États-Unis | Dagmar Rom Autriche                                | Annemarie Buchner Allemagne   |
| 1956    | Ossi Reichert Allemagne         | Josefin Frandl Autriche                            | Dorothée Hochleitner Autriche |
| 1960    | Yvonne Rüegg Suisse             | Penny Pitou États-Unis                             | Giuliana Minuzzo Italie       |
| 1964    | Marielle Goitschel France       | Christine Goitschel France Jean Saubert États-Unis |                               |
| 1968    | Nancy Greene Canada             | Annie Famose France                                | Fernande Bochatay Suisse      |
| 1972    | Marie-Theres Nadig Suisse       | Annemarie Pröll Autriche                           | Wiltrud Drexel Autriche       |
| 1976    | Kathy Kreiner Canada            | Rosi Mittermaier Allemagne                         | Danielle Debernard France     |
| 1980    | Hanni Wenzel Liechtenstein      | Irene Epple Allemagne                              | Perrine Pelen France          |
| 1984    | Debbie Armstrong États-Unis     | Christin Cooper États-Unis                         | Perrine Pelen France          |
| 1988    | Vreni Schneider Suisse          | Christa Kinshofer Allemagne                        | Maria Walliser Suisse         |
| 1992    | Pernilla Wiberg Suède           | Anita Wachter Autriche Diann Roffe États-Unis      |                               |
| 1994    | Deborah Compagnoni Italie       | Martina Ertl-Renz Allemagne                        | Vreni Schneider Suisse        |
| 1998    | Deborah Compagnoni Italie       | Alexandra Meissnitzer Autriche                     | Katja Seizinger Allemagne     |
| 2002    | Janica Kostelić Croatie         | Anja Pärson Suède                                  | Sonja Nef Suisse              |
| 2006    | Julia Mancuso États-Unis        | Tanja Poutiainen Finlande                          | Anna Ottosson Suède           |
| 2010    | Viktoria Rebensburg Allemagne   | Tina Maze Slovénie                                 | Elisabeth Görgl Autriche      |
| 2014    | Tina Maze Slovénie              | Anna Fenninger Autriche                            | Viktoria Rebensburg Allemagne |
| 2018    | Mikaela Shiffrin États-Unis     | Ragnhild Mowinckel Norvège                         | Federica Brignone Italie      |
| 2022    | Sara Hector Suède               | Federica Brignone Italie                           | Lara Gut-Behrami Suisse       |